# Iago Aspas
Iago Aspas Juncal (Moaña, Pontevedra, 1 August din 1987) este un fotbalist spaniol. Joacă ca atacant la Celta Vigo. Este fratele fotbalistului Jonathan Aspas, și vărul lui Adrian Cruz Juncal.